# Џефри Стар
Џефри Стар (енгл. Jeffree Star, рођен као Џефри Лин Стајнингер Јр, 15. новембар 1985) америчка је интернет звезда, шминкер, модел, предузетник и кантаутор. Оснивач је и власник Џефри Стар Козметике (енгл. Jeffree Star Cosmetics).
До 2006. године, Стар је постао најпраћенија особа на Мајспејсу. Често је користио платформу да промовише своју музичку каријеру. У 2009. години, Стар је издао свој први и једини студијски албум, Beauty Killer, који је укључивао песме попут "Lollipop Luxury" са Ники Минаж . Отишао је на неколико светских турнеја како би промовисао своју музику. Године 2010. потписао је уговор са Аконом - који је Стара описао као "следећу Лејди Гагу " - са плановима за објављивање другог албума под називом Concealer. Међутим, никада није објављен и Стар је нагло напустио музичку индустрију 2013. године под нејасним околностима и због правних проблема са којима се Акон суочио између 2007. и 2010. године.
Следеће године основао је сопствену козметичку компанију, Џефри Стар Козметика; касније је почео да промовише бренд на Јутјубу, где је од тада прикупио више од 11 милиона претплатника и преко 1,2 милијарде приказа, ажурирано: 2018.

## Младост
Стар је рођен у округу Оринџ, Калифорнија. Његов отац, Глен Стајнингер се убио када је Стар имао само 6 година, а касније га је одгајала његова мајка, Лаурие Стајнингер, моделсица која је често била одсутна услед природе свог посла. Као дете, Стар је почео редовно да експериментише са мајчином шминком и убедио ју је да му дозволи да је носи када је био у средњој школи. Преселио се у Лос Анђелес након што је завршио средњу школу, издржавајући се разним пословима шминкања, моделирања и музике. Касније се присетио да је викендом "користио лажну идентификацију како би похађао холивудске клубове обучен у мини хаљине и високе потпетице, где би познате личности уговориле Стара за посао шминкања у својим домовима." Стар наводи да је његов викенд дружења у клубовима и саветима о шминкању који је понудио на крају довео до његове каријере у моделирању.

## Каријера

### Мајспејс
Стар је користио популарни сајт за друштвено умрежавање Мајспејс како би унапредио своју музичку каријеру и каријеру модног дизајнера. Он је такође користио Мајспејс за писање о свом животу, правећи друштвени коментар о "имиџу и самопоуздању", слави, лепоти и животу. Стар је изградио базу фанова на неколико сајтова, али је убедио многе да му се придруже на Мајспејсу, дајући свом профилу велики број пратилаца од почетка. Његове фотографије са Мајспејса често би добиле преко 50.000 коментара када су постављене. Стар је такође стекао славу као један од најпопуларнијих независних извођача, са дневним рангом који га је ставио на врх Мајспејса. 

### Музичка каријера
Музичка каријера звезде као електронског и поп вокала почела је када се спријатељио са Пичезовим бубњаром Самантом Малони, која га је охрабрила да прави музику. Током лета 2007, Стар је оглашен као део "True Colors Tour 2007", који је путовао кроз 15 градова у Сједињеним Државама и Канади. Турнеја, спонзорисана од стране ЛГБТ Лого канала, почела је 8. јуна 2007. године, како би се поклопила са Прајд месецем. 
Стар је издао свој први и једини студијски албум Beauty Killer 2009. године, који је достигао број 7 на листи Биллбоард за Топ Електронски Албум .  Албум садржи песме као што је "<i>Lollipop Luxury</i>" са Ники Минаж. Отишао је на неколико светских турнеја како би промовисао своју музику. Године 2010. потписао је уговор са Аконом - који је Стара описао као "следећу Лејди Гагу " - са плановима за објављивање другог албума. Међутим, никада није објављен и Стар је нагло напустио музичку индустрију 2013. године под нејасним околностима. Касније је описао да потписивање за Аконову издавачку кућу као "највећу грешку коју сам икада направио".
Појавио се у другој верзији Кешиног музичког спота за сингл "Take It Off" 2010. године. Стар је радио са неколико других музичких извођача, укључујући "Blood on the Dance Floor", "Deuce", "Millionaires", и "Larry Tee".

### Џефри Стар Козметика
Године 2014, Стар је основао свој електронски бренд шминке, Џефри Стар Козметику, користећи своју животну уштеђевину. Почео је да прави спотове о промоцији бренда на Јутјубу, где је касније постао популаран Јутјубер и прикупио је више од 11 милиона претплатника и преко 1,2 милијарде приказа, ажурирано: 2018. Часопис "Bustle" описао је Стара као "музичара и некадашњег славног Мајспејсера који се поново открио у простору за израду шминке на Јутјубу". Његово прво издање за козметику била је колекција велур течних ружева за усне, након чега су уследиле хајлајтер палете, пилинг за усне, палете сенке, одећа и прибор, као што су огледала и торбице за шминку. Прва физичка продавница Џефри Стар Козметике отворена је у Вестфилд Гарден Стејт Плази у Парамусу, Њу Џерзи 11. августа 2018. 

## Лични живот
Стар живи у Калабасасу, Калифорнија са својим дечком, Нејтаном Швандтом.

### Контроверза
Звезда је оптужена за расизам након што је дала погрдне примедбе о мањинама, иако се од тада извинио због тих примедби.  

## Дискографија
- Beauty Killer (2009)